# نادي سيت
نادي سيت 34 لكرة القدم (بالفرنسية: Football Club de Sète 34)‏ نادي كرة قدم فرنسي يلعب في دوري الدرجة السادسة . تم تأسيس النادي في سنة 1900 .